# とうきびワゴン

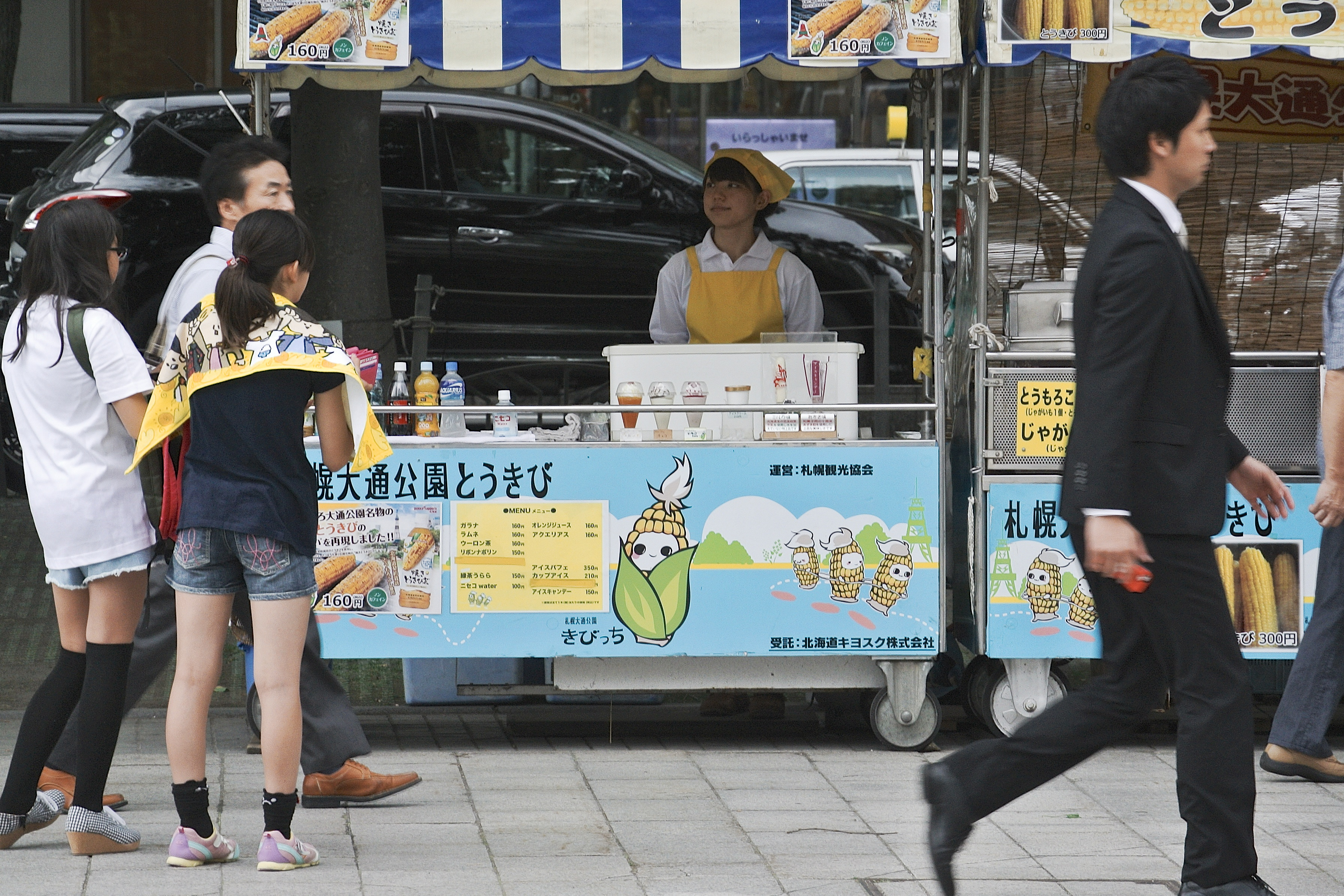
大通公園のとうきびワゴン

とうきびワゴンとは、北海道札幌市の大通公園で展開する屋台。永らく札幌観光協会が運営していたが、2012年に北海道キヨスクに、2019年に札幌市公園緑化協会に運営を委託した。とうきびとはトウモロコシのことで、元々は全国で使われる共通語であったが現在は事実上北海道の方言となっている。

## 概要
4月下旬から10月上旬にかけて運営。札幌の風物詩ともなっており、1907年（明治40年）9月に札幌に滞在していた石川啄木による短歌の題材にも使用されている。

## 沿革
- 明治中期 - 旧平岸村の農家たちによる焼きとうきび売りが始まりとされる[2]。
- 1965年（昭和40年）：札幌市が公園内の屋台（トウモロコシ売り、ラーメン屋など）に撤去を通知。同年8月10日以降、約80店が姿を消す[3]。
- 1966年（昭和41年） - 屋台がすべて排除される。
- 1967年（昭和42年） - 札幌観光協会（現一般社団法人札幌観光協会）が運営を開始する。
- 1980年（昭和55年） - 大通公園で都市公園法が適用され、無許可販売の違法屋台がすべて排除される。
- 2012年（平成24年） - 北海道キヨスク株式会社に業務が委託され、ワゴンも一新される。
- 2019年（平成31年） - 4月1日より札幌市公園緑化協会に業務が移行される[4][5]。

## 販売品目
- ゆでとうきび・焼きとうきび
  - 札幌観光協会が運営・販売された当初は、ゆでが35円で焼きが40円。現在は、どちらも300円。一本ずつ専用の袋に入れられ、爪楊枝1本をトウモロコシに突き刺した状態で手渡される。トウモロコシは、北海道産のものが扱われる。オフシーズンでは前年に収穫されたハニーバンタムの冷凍品を使い、生産期には生のピーターコーンが扱われる。過去には、オフシーズンでは茨城産が使われていた。
- じゃがバター
  - 北海道産の蒸かしたジャガイモにバターと塩が別添で添付される。
- ラムネ
- かき氷・アイス
- きびっちグッズ（2012年より）

など

## 公式キャラクター

### プロフィール
概要は以下の通り。
- 名称：札幌大通公園きびっち
- 年齢：とうきびageで3歳
- 身長：じゃがいも（メークイン）2個半
- 体重：じゃがいも（メークイン）1個半
- 特徴：ふさふさのヘアー（ふさ毛）、丸い瞳、ピンク色の頬、短い手足
- 趣味：ウォーキング、観光雑誌を眺めて想いを馳せる、写真撮影、ワゴンの網の上で焼かれる事
- 特技：ダンスダンスレボリューション、連打（8連打）
- 好きな物：恋の町さっぽろ（株式会社わかさや本舗の菓子）、GLADのレギュラー（北海道キヨスクPBの缶コーヒー）、バター醤油、あんこ、女の子、マネージャー
- 嫌いな物：害虫
- 好敵手：大通のハト
- 憧れの人：従兄弟の黒もちきび（モチトウモロコシ）と、育ての親の孫

### エピソード
とうきびワゴンのPRのため2012年に誕生。

### 主な賞レース
- ゆるキャラグランプリ
  - 2014年
  - 2013年：940位 / 881票[8]
  - 2012年：453位 / 950票[9]